# Государственное шоссе 77 (Новая Зеландия)
Госуда́рственное шоссе́ 77 (англ. State Highway 77) — государственное шоссе в Новой Зеландии, проходящее через центральные районы Кентербери между городами Ашбертон и Дарфилд через ущелье Ракайя. На всём протяжении шоссе представляет собой двухполосную автодорогу. Через реки Ракайя и Селуин проложены однополосные мосты. Движение на шоссе — безсветофорное. Единственный светофор установлен в Ашбертоне, на южной оконечности шоссе.
Около 43 км шоссе (бывшее государственное шоссе 72) входят в туристический маршрут Inland Scenic Route (с англ. — «Внутренний живописный маршрут»).

## История
Первые дороги стали появляться в начале XIX века в процессе европейской колонизации Новой Зеландии на месте верховых троп. Они были пригодны для лошадей, но были слишком грубы для колёсных транспортных средств. Лишь по некоторым из них могли передвигаться лошади с телегой или повозкой. Дороги, которые эксплуатировались чаще других впоследствии были расширены и вымощены щебнем, а позже — асфальтированы. Некоторые из этих дорог следовали маршрутом старых пеших путей маори. Первые дороги были короткими. Они часто связывали порты с населёнными пунктами или представляли собой грубые мощёные улицы в населённых пунктах. В ходе новозеландских земельных войн в 1860-х годах армейские подразделения Великобритании и европейские переселенцы строили дороги для обеспечения возможности быстрого перемещения войск. При этом маори также помогали в строительстве.
Дороги имели решающее значение для развития городов, сельского хозяйства и индустрии, и позже и туризма. В Отаго дороги были построены во время золотой лихорадки 1860-х годов, для перемещения оборудования и материалов.
Геодезисты размечали дороги, дорожные рабочие рубили деревья и взрывали скалы с помощью гремучего студня, а также выкорчёвывали с его помощью большие пни. При строительстве дорог они использовали тачки и лопаты. Речные камни дробились в щебень и использовались для мощения дорог. В равнинных районах дороги строились легко, но в холмистых районах работы были сложнее. C конца 19 века при строительстве дорог стали использоваться паровые катки, что позволило сделать их поверхность более гладкой. Когда автомобили стали обычным явлением, дороги потребовали укрепления и модернизации. Грунтовые дороги были пыльными летом и грязными зимой. С течением времени дороги улучшались, но многие из них оставались грубыми и извилистыми.
Дороги строились и эксплуатировались в основном за счёт провинциальных органов власти, а затем местных советов и центрального правительства. На некоторых дорогах взимались пошлины за проезд. Портовые мосты Окленда и Тауранги, а также Литтелтонский тоннель были платными, что помогало финансировать строительство новых дорог. Во время экономической депрессии 1930-х годов правительство при строительстве дорог использовало безработных.
Поначалу все автодороги находились в ведении местных органов власти. Идея национальной сети автомобильных дорог появилась в начале XX века, когда был принят ряд законодательных актов, позволяющих обозначить основные шоссе, а также способы и методы их финансирования; в частности был принят Акт об основных шоссе (англ. Main Highways Act 1922), вступивший в силу в 1924 году. Этим актом Национальное управление дорог (англ. National Roads Board), одно из подразделений Министерства труда, назначалось ответственным за состояние сети государственных шоссе Новой Зеландии. Эта сеть состояла из 10 000 километров основных дорог, которые были объявлены главными шоссе. Поначалу Национальное управление дорог спонсировало строительство новых дорог наравне с местными органами власти и выдавало субсидии на обслуживание и ремонт дорог подрядчикам. Позже местным органам власти было разрешено участвовать в финансировании по своему усмотрению.
В 1936 году главные шоссе (англ. main highways) стали государственными шоссе (англ. state highways) и стали полностью финансироваться из бюджета правительства, а местные дороги находились в ведении местных советов.
После Второй мировой войны дороги были в плохом состоянии, и требовалось провести большую работу для того, чтобы дороги могли справляться с большегрузными транспортными средствами и возросшим трафиком. В 1954 году дорога из Веллингтона в Окленд была асфальтирована на всём её протяжении. Первый участок автомагистрали открылся в Веллингтоне в 1950 году, а в начале 2000-х годов насчитывалось 179 километров автомагистралей в Новой Зеландии.
Государственное шоссе 77 является частью сети государственных шоссе Новой Зеландии и проходит через центральные районы Кентербери между городами Ашбертон и Дарфилд через ущелье Ракайя. Шоссе находится в ведении Транспортного агентства Новой Зеландии.

## Маршрут

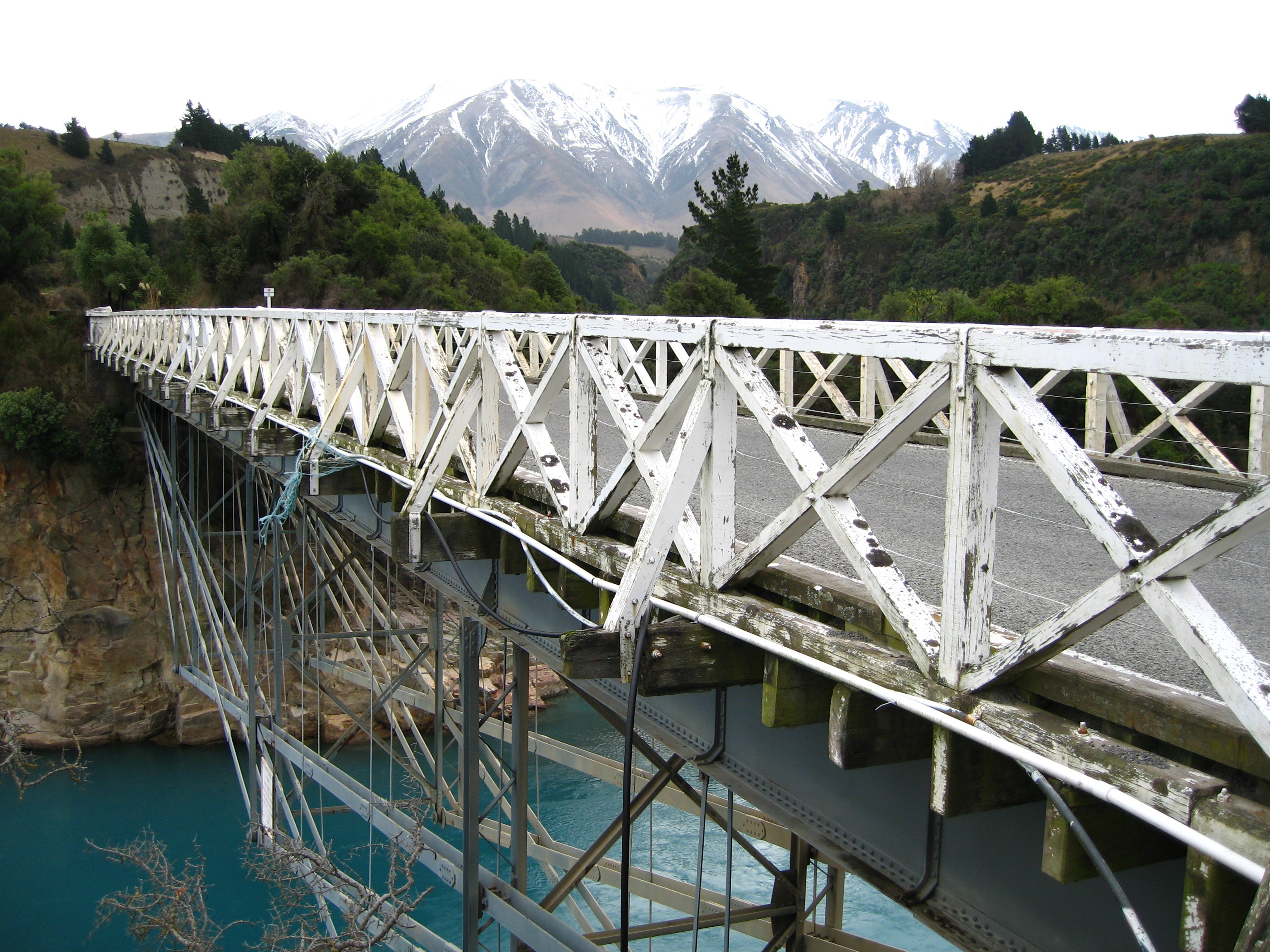
Государственное шоссе 77 проходит по мосту через ущелье Ракайя, построенному в 1882 году

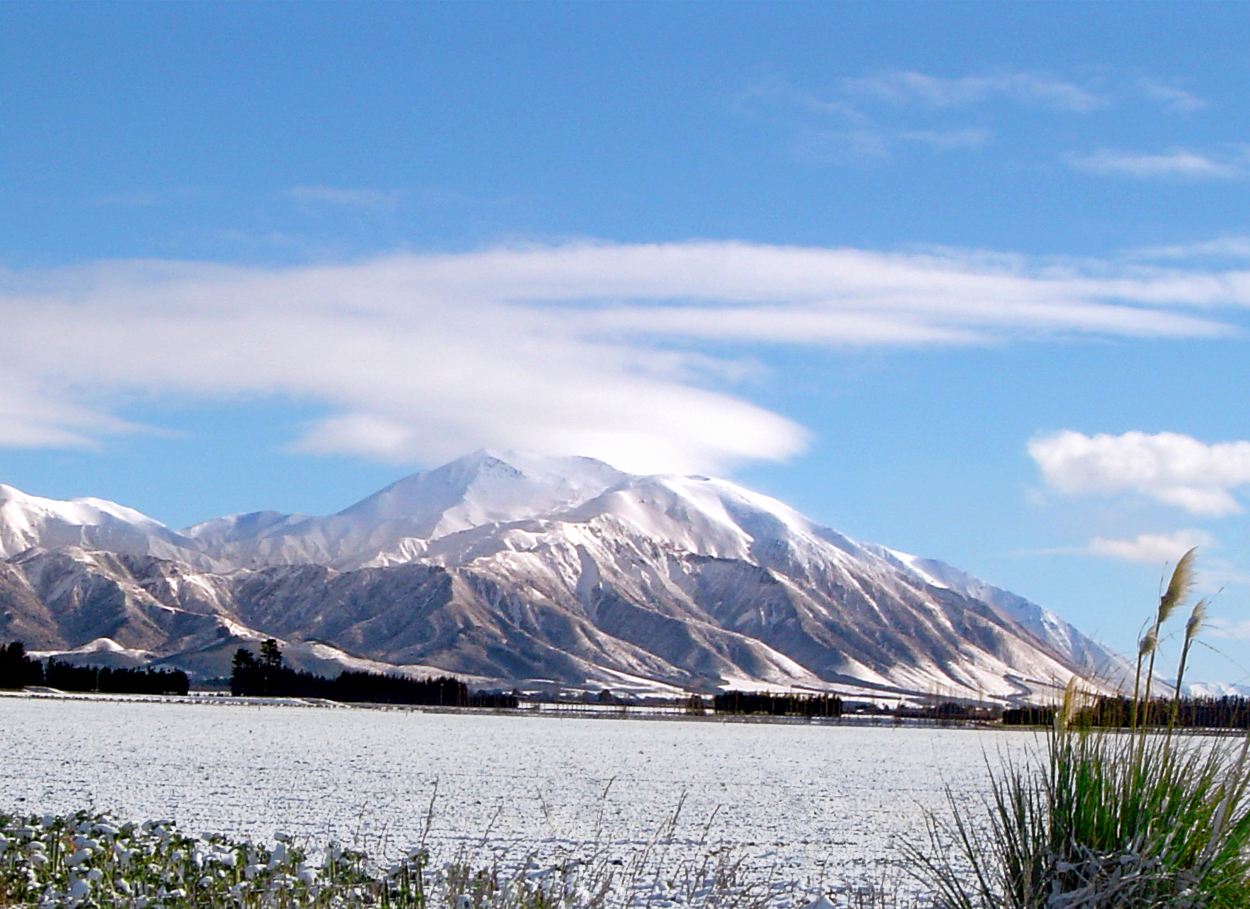
В основном пейзаж, окружающий шоссе 77, представляет собой виды на Южные Альпы и предгорья Кентербери. Особенно заметна с шоссе 77 Хатт (гора).

Шоссе начинается как Бэнгор-роуд к западу от городского центра Дарфилда и идёт в западном направлении к горам через пастбища. Около предгорий шоссе пересекается с туристическим маршрутом Inland Scenic Route (Динс-роуд), идущим из Шеффилда. Этот туристический маршрут проходит и по шоссе 77. В этом месте шоссе называется Хоумбуш-роуд. Затем шоссе 77 проходит к северу от Колгейта, по южной оконечности Глентаннела и поворачивает влево, сужаясь до одной полосы к мосту через реку Селуин.
Затем шоссе вновь расширяется до двух полос, получает название Уаирири-роуд и проходит по волнистой местности через пастбища на холмах. В местечке Гленрой дорога меняет название на Уиндуисл-роуд и поднимается в Уиндуисл.
За Уиндуислом шоссе получает название Ракайя-годж-роуд и начинается захватывающий спуск в ущелье Ракайя. На большей части своей длины река Ракайя имеет множество рукавов, а в этом месте речное русло в основном образует один поток. В процессе эрозии здесь образовались две разноуровневые террасы. Дорога проходит через обе эти террасы и перед мостом через реку вновь сужается до одной полосы.
После моста дорога вновь расширяется до двух полос, получает название Арундел-Ракайя-годж-роуд и поднимается на равнины. Здесь шоссе проходит прямо у подножия высокой горы Хатт. В зимние месяцы дорога на возвышенностях здесь часто бывает покрыта снегом и льдом.
В 10 км к северу от Элфорд-форест шоссе поворачивает налево на Уаимарама-роуд, проходит через пашни, получает название Маунт-Хатт-Стейшн-роуд и достигает Метвена, где проходит по главной улице.
После Метвена дорога получает название Метвен-хайвей и идёт через пастбища сначала в южном, а затем в юго-восточном направлении. Перед Ашбертоном дорога проходит около реки Ашбертон и переходит в Элфорд-форест-роуд. Через 2 километра шоссе начинается Ривер-террас, а ещё через 600 метров — Мур-стрит. Через 300 метров по этой улице государственное шоссе 77 заканчивается перекрёстком с государственным шоссе 1 (SH 1) в центре Ашбертона.

## Основные перекрёстки
По данным Автомобильной ассоциации Новой Зеландии, основные расстояния и направления на государственном шоссе 77:
| Государственное шоссе 77                                                                                        |                             |                              | |
| На север | Расстояние до Дарфилда (км) | Расстояние до Ашбертона (км) | На юг |
| Дарфилд Конец как Бэнгор-роуд                                                                                   | 0                           | 93.9                         | Дарфилд Начало как Бэнгор-роуд                                                                                  |
| на Греймут, Уоддингтон, Кирви, Крайстчерч Уэст-кост-роуд Саут-террас                                            | 0                           | 93.9                         | на Крайстчерч, Кирви, Уоддингтон, Греймут Саут-террас Уэст-кост-роуд                                            |
| на Уоддингтон, Оксфорд Динс-роуд (тур. маршрут Inland Scenic Route)                                             | 7.8                         | 86.1                         | на Уоддингтон, Оксфорд Динс-роуд (тур. маршрут Inland Scenic Route)                                             |
| Окончание участка Inland Scenic Route Название меняется на Бэнгор-роуд                                          | 7.8                         | 86.1                         | Начало участка Inland Scenic Route Название меняется на Хоумбуш-роуд                                            |
| на Колгейт, Хорорату Бридж-стрит                                                                                | 11.1                        | 82.8                         | на Колгейт, Хорорату Бридж-стрит                                                                                |
| на Колгейт | 11.8                        | 82.1                         | на Колгейт |
| Глентаннел | 14.2                        | 79.7                         | Глентаннел |
| на Уайтклиффс Уайтклиффс-роуд                                                                                   | 14.7                        | 79.2                         | на Уайтклиффс Уайтклиффс-роуд                                                                                   |
| Название меняется на Хоумбуш-роуд                                                                               | 14.7                        | 79.2                         | Название меняется на Уаирири-роуд                                                                               |
| река Селуин | 14.8                        | 79.1                         | река Селуин |
| на Хорорату Даунс-роуд                                                                                          | 23.9                        | 70.0                         | на Хорорату Даунс-роуд                                                                                          |
| Название меняется на Уаирири-роуд                                                                               | 23.9                        | 70.0                         | Название меняется на Уиндуисл-роуд                                                                              |
| на Уиндуисл Название меняется на Уиндуисл-роуд                                                                  | 34.0                        | 59.9                         | на Уиндуисл Название меняется на Ракайя-годж-роуд                                                               |
| на озеро Колридж, Те-Пириту, Хорорату Колридж-роуд Личс-роуд                                                    | 34.6                        | 59.3                         | на Хорорату, Те-Пириту, озеро Колридж Личс-роуд Колридж-роуд                                                    |
| ущелье Ракайя река Ракайя граница округа Селуин Название меняется на Ракайя-годж-роуд                           | 40.5                        | 53.4                         | ущелье Ракайя река Ракайя граница округа Ашбертон Название меняется на Арундел-Ракайя-годж-роуд                 |
| на Метвен Маунт-Хатт-стейшн-роуд (сокращение пути)                                                              | 44.9                        | 49.0                         | на Метвен Маунт-Хатт-стейшн-роуд (сокращение пути)                                                              |
| на Тимару, Мэйфилд, к горе Хатт Арундел-Ракайя-годж-роуд (тур. маршрут Inland Scenic Route) МакЛеннанс-Буш-роуд | 50.4                        | 43.5                         | к горе Хатт, на Мэйфилд, Тимару МакЛеннанс-Буш-роуд Арундел-Ракайя-годж-роуд (тур. маршрут Inland Scenic Route) |
| Название меняется на Арундел-Ракайя-годж-роуд Начало участка Inland Scenic Route                                | 50.4                        | 43.5                         | Название меняется на Уаимарама-роуд Окончание участка Inland Scenic Route                                       |
| на ущелье Ракайя Маунт-Хатт-стейшн-роуд (сокращение пути)                                                       | 57.3                        | 36.6                         | на ущелье Ракайя Маунт-Хатт-стейшн-роуд (сокращение пути)                                                       |
| Название меняется на Уаимарама-роуд                                                                             | 57.3                        | 36.6                         | Название меняется на Маунт-Хатт-стейшн-роуд                                                                     |
| Название меняется на Маунт-Хатт-стейшн-роуд                                                                     | 59.3                        | 34.6                         | Название меняется на Мейн-стрит                                                                                 |
| на Хайбэнк, Баррхилл Холл-стрит                                                                                 | 59.9                        | 34.0                         | на Хайбэнк, Баррхилл Холл-стрит                                                                                 |
| Метвен | 60.0                        | 33.9                         | Метвен |
| на Элфорд-форест, Линдхерст, Лористон Форест-драйв Метвен-Чертси-роуд                                           | 60.0                        | 33.9                         | на Линдхерст, Лористон, Элфорд-форест Метвен-Чертси-роуд Форест-драйв                                           |
| Название меняется на Мейн-стрит                                                                                 | 60.8                        | 33.1                         | Название меняется на Метвен-хайвей                                                                              |
| на Маунт-Сомерс, Ракайю Томпсонс-трек                                                                           | 71.6                        | 22.3                         | на Ракайю, Маунт-Сомерс Томпсонс-трек                                                                           |
| на Уэстерфилд, Лористон Олливерс-роуд Уинчмор-Лористон-роуд                                                     | 81.8                        | 12.1                         | на Лористон, Уэстерфилд Уинчмор-Лористон-роуд Олливерс-роуд                                                     |
| Рейскурс-роуд                                                                                                   | 88.1                        | 5.8                          | Рейскурс-роуд                                                                                                   |
| на Аллентон, Незерби Харрисон-стрит                                                                             | 90.9                        | 3.0                          | на Аллентон, Незерби Харрисон-стрит                                                                             |
| Название меняется на Метвен-хайвей                                                                              | 91.1                        | 2.8                          | Название меняется на Элфорд-форест-роуд                                                                         |
| Аллентон, Ашбертон Оук-гроув Хэвлок-стрит                                                                       | 92.8                        | 1.1                          | Аллентон, Ашбертон Хэвлок-стрит Оук-гроув                                                                       |
| Название меняется на Элфорд-форест-роуд                                                                         | 92.8                        | 1.1                          | Название меняется на Ривер-террас                                                                               |
| Название меняется на Ривер-террас                                                                               | 93.5                        | 0.4                          | Название меняется на Мур-стрит                                                                                  |
| на Тимару, Тинуолд, Чертси, Крайстчерч Уэст-стрит                                                               | 93.9                        | 0.0                          | на Крайстчерч, Чертси, Тинуолд, Тимару Уэст-стрит                                                               |
| Ашбертон Конец , дальше идёт Мур-стрит до Хэмпстида и Уакануи                                                   |                             |                              | |